# Vermelles
Vermelles település Franciaországban, Pas-de-Calais megyében. Lakosainak száma 4729 fő (2022. január 1.). Vermelles Cuinchy, Auchy-les-Mines, Cambrin, Haisnes, Loos-en-Gohelle, Mazingarbe, Noyelles-lès-Vermelles és Violaines községekkel határos.

## Népesség
A település népessége az elmúlt években az alábbi módon változott:
| Lakosok száma | 4510 | 4653 | 4757 | 4726 | 4741 | 4765 | 4767 | 4748 | 4729 |
|               | 2013 | 2015 | 2016 | 2017 | 2018 | 2019 | 2020 | 2021 | 2022 |